# Décennie 1750 en arts plastiques
Chronologie des arts plastiques
Années 1740 - Années 1750 - Années 1760
Cet article concerne les années 1750 en arts plastiques.

## Événements
- 26 août 1752 : Fragonard obtient le premier prix de Rome pour le tableau Jéroboam sacrifiant aux idoles[1].
- 27 septembre 1753 : Claude Joseph Vernet rentré de Rome, recommandé par le marquis de Marigny, est chargé par le roi de réaliser des vues des principaux ports de France (musée de la Marine)[2].
- 1754 : première édition de The Gentleman and Cabinet Maker's Director, livre de modèles de l'ébéniste britannique Thomas Chippendale, qui crée un nouveau style qui porte son nom[3].
- 1755 : François Boucher devient directeur de la Manufacture des Gobelins[4].

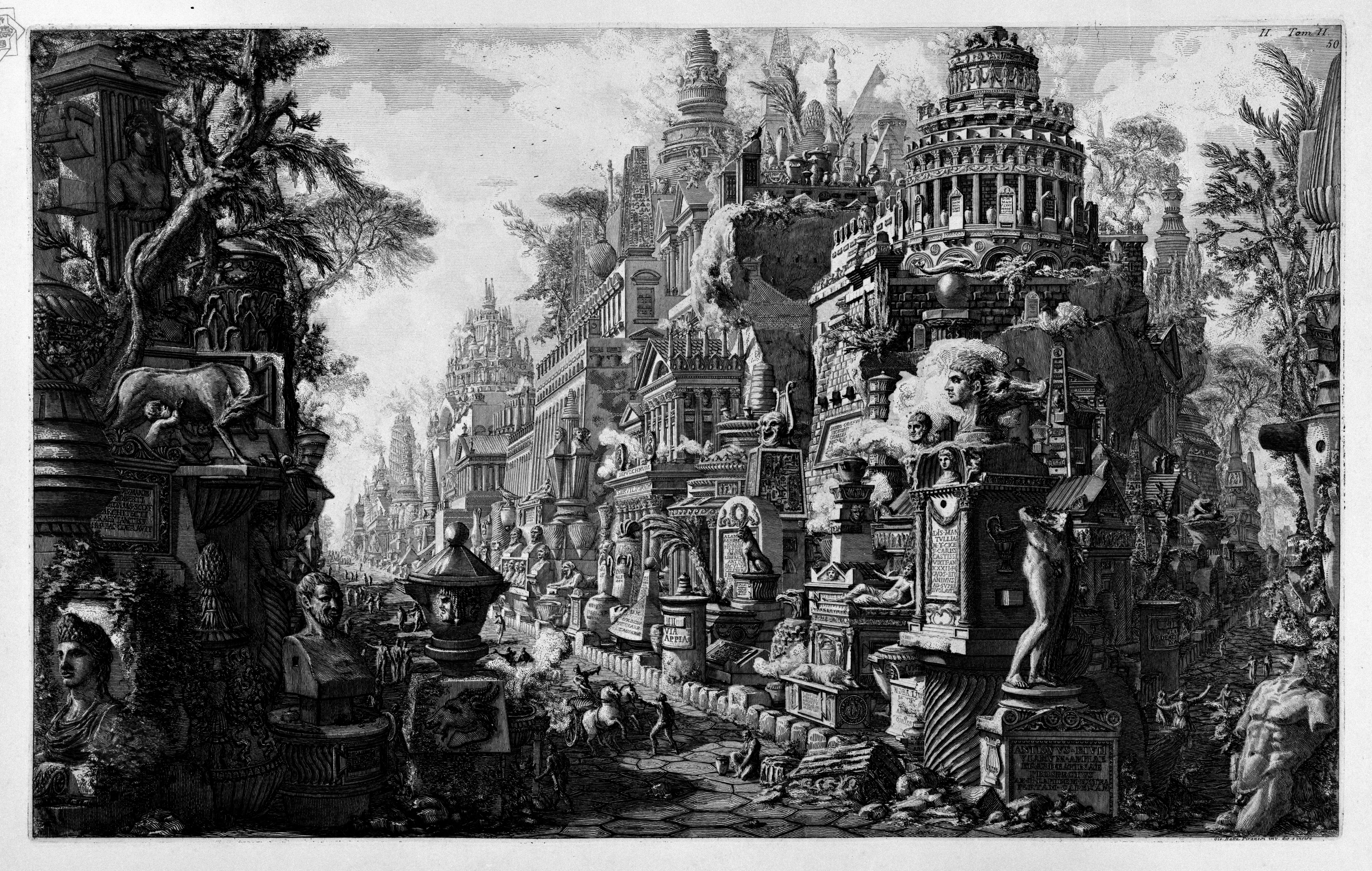
Voie Appienne, frontispice pour les Antiquités Romaines de Piranèse.

- 1756 : après avoir publié depuis 1748 une série d'estampes en planches séparées, les Vues de Rome (Vedute di Roma), Giovanni Battista Piranesi publie en quatre volumes Le antichità romane (it)[5].
- Vers 1756 : Les Nouvelles Procuraties au café Florian toile de Canaletto[6].
- 15 mai 1757 : Louis XV autorise Marigny à commander les cartons pour la série de tapisseries Amours des dieux, à Joseph-Marie Vien, François Boucher, Carle Vanloo et Jean-Baptiste-Marie Pierre, pour la manufacture des Gobelins[7].
- 4 novembre 1757 : fondation de l'Académie impériale des beaux-arts de Saint-Pétersbourg par le comte Ivan Chouvalov[8].
- 1758 : le peintre Louis-François Lagrenée s’installe en Russie. Il devient directeur de l’Académie des beaux-arts[9].

- En Suisse, apparition des Petits maîtres suisses, peintres spécialisés dans la réalisation de gravures réalisées au crayon, à l'aquarelle ou à l'huile et représentant des paysages, des scènes de genre ou des personnages[10].

## Réalisations
- 1748-1752 : Canaletto peint une série de cinq vues du Château de Warwick[11].
- 1748-1755 : La Vie de saint Augustin, série de sept toiles narratives à Notre-Dame-des-Victoires à Paris de Carle Van Loo[12].
- 1749-1752 : L’Histoire de Tobie, série de toiles de Francesco Guardi ou de Gianantonio Guardi pour l'église dell'Angelo Raffaele[13].
- 12 mai 1750 : Edmé Bouchardon achève la statue en marbre L'Amour se faisant un arc de la massue d'Hercule (musée du Louvre)[14].
- Vers 1750-1752 : La Balançoire, toile de Jean-Honoré Fragonard[15].
- 1750-1753 : le peintre italien Tiepolo travaille au décors des plafonds la résidence du prince-évêque à Würzbourg : Le Mariage de Frédéric Barberousse (1751-1752)[16], Apollon et les Continents (1752-1753)[17].
- 1751 : Clara le Rhinocéros au Carnaval de Venise, tableau de Pietro Longhi[18].

- 1752 : le peintre français François Boucher peint Jeune Fille allongée ou L'Odalisque blonde (Mademoiselle O'Murphy)[19].

- 1753 :
  - Le Christ voilé, sculpture en marbre de Giuseppe Sanmartino à la chapelle Sansevero à Naples[20].
  - Fausse perspective, gravure de William Hogarth[21].

- 1754 :
  - Milon de Crotone, sculpture en marbre de Falconet[22].
  - Vue d’Old Walton Bridge, toile de Canaletto[23].

- Vers 1754 :  L'Amour captif[24] et La Naissance de Vénus[25], toiles de François Boucher.

- 28 juin 1755 : Jean-Baptiste Greuze présente son tableau La Lecture de la Bible pour son agrément à l’Académie royale[26].
- 28 août 1755 : le Portrait de la marquise de Pompadour, pastel de Quentin de La Tour, est exposé au Salon[27].
- Vers 1755 : Intérieur de la basilique Saint-Marc, toile de Canaletto[28].
- 1755-1758 : William Hogarth réalise une série de quatre peintures et quatre estampes intitulée Humours of an Election, illustrant la corruption dans les élections britanniques de 1754[29].
- 1756 : Madame de Pompadour, toile de François Boucher[30].
- 1757 : 
  - Giambattista Tiepolo décore la villa Valmarana (it) à Vicence de fresques mythologiques[31].
  - L’Amour menaçant[22] et La Baigneuse[32], sculptures de Falconet.
  - Les Forges de Vulcain, toile de François Boucher[33].
- Vers 1757 : Le Jugement de Pâris, toile d'Anton Raphael Mengs[34].

- 1759 : le peintre français François Boucher peint le portrait de madame de Pompadour[35] et La Nymphe Callisto, séduite par Jupiter sous les traits de Diane[36].

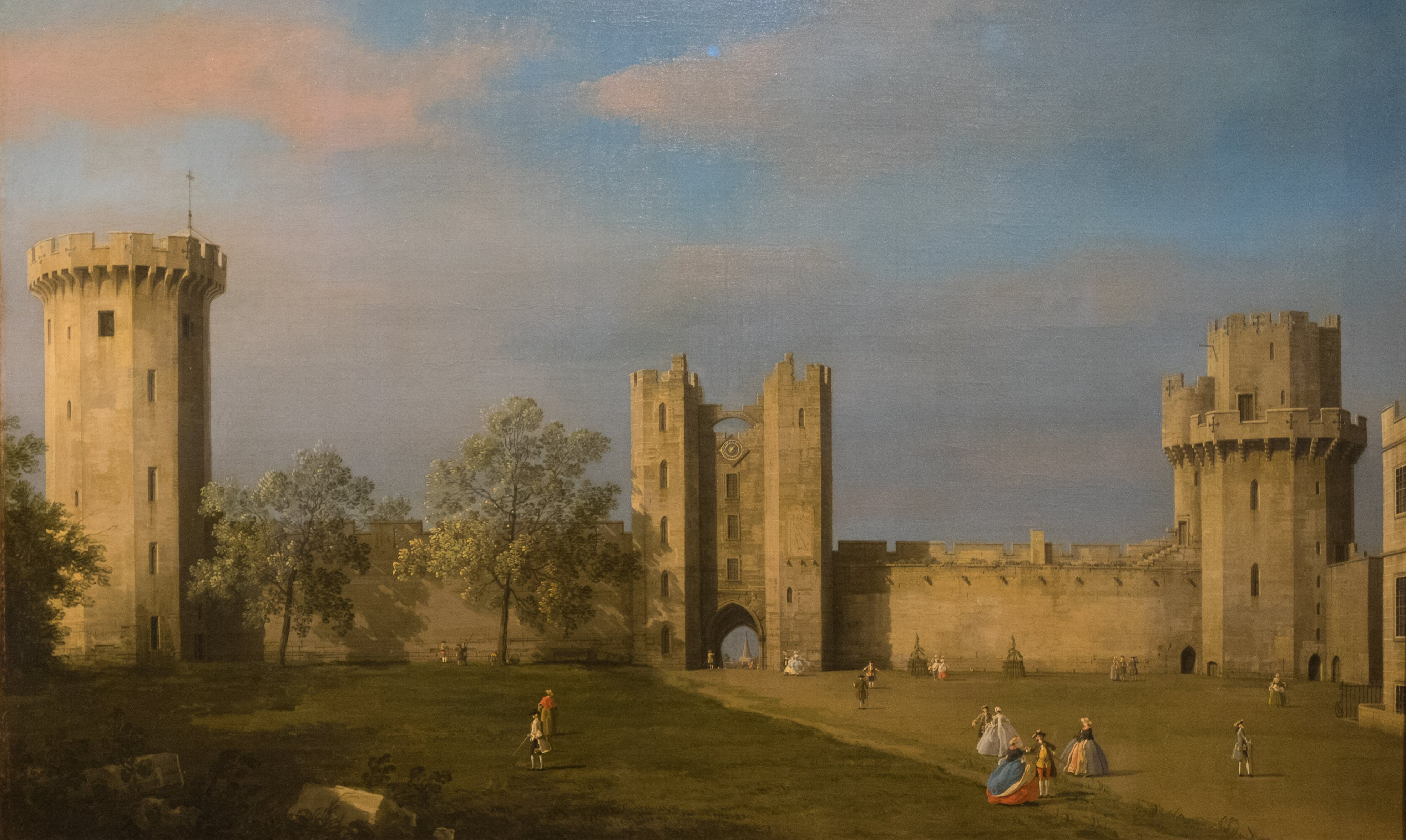
Warwick Castle, Canaletto.
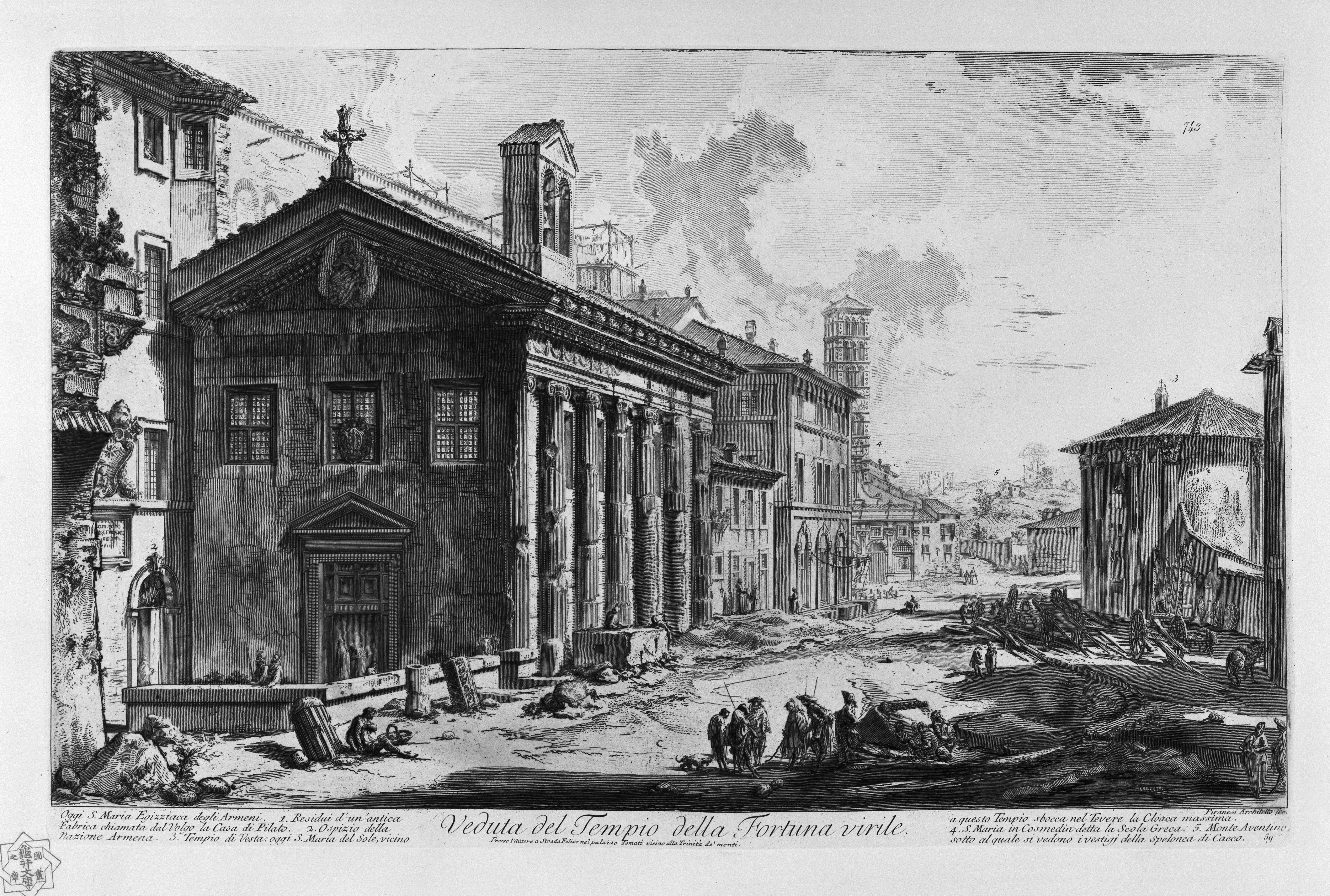
L'église Sainte-Marie l’Égyptienne (ancien temple de Portunus) à Rome, Giovanni Battista Piranesi.
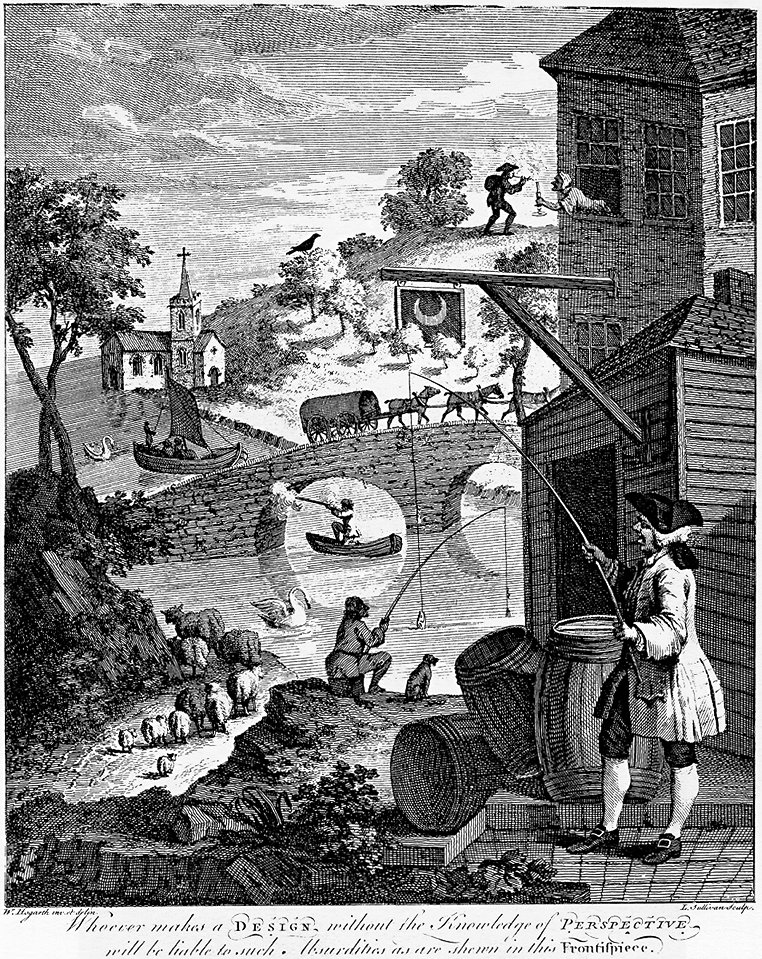
Fausse perspective, William Hogarth.
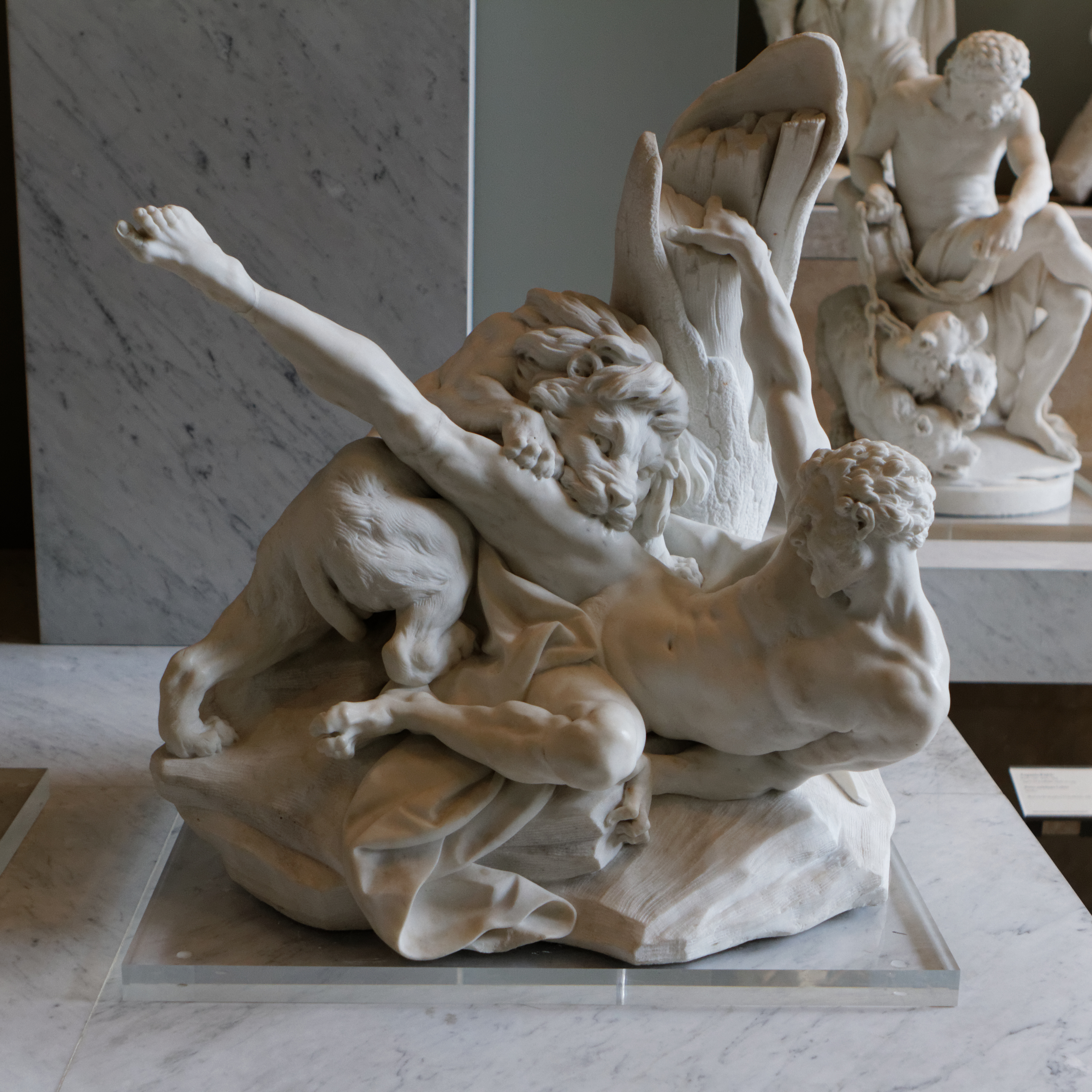
Milon de Crotone, Falconet.
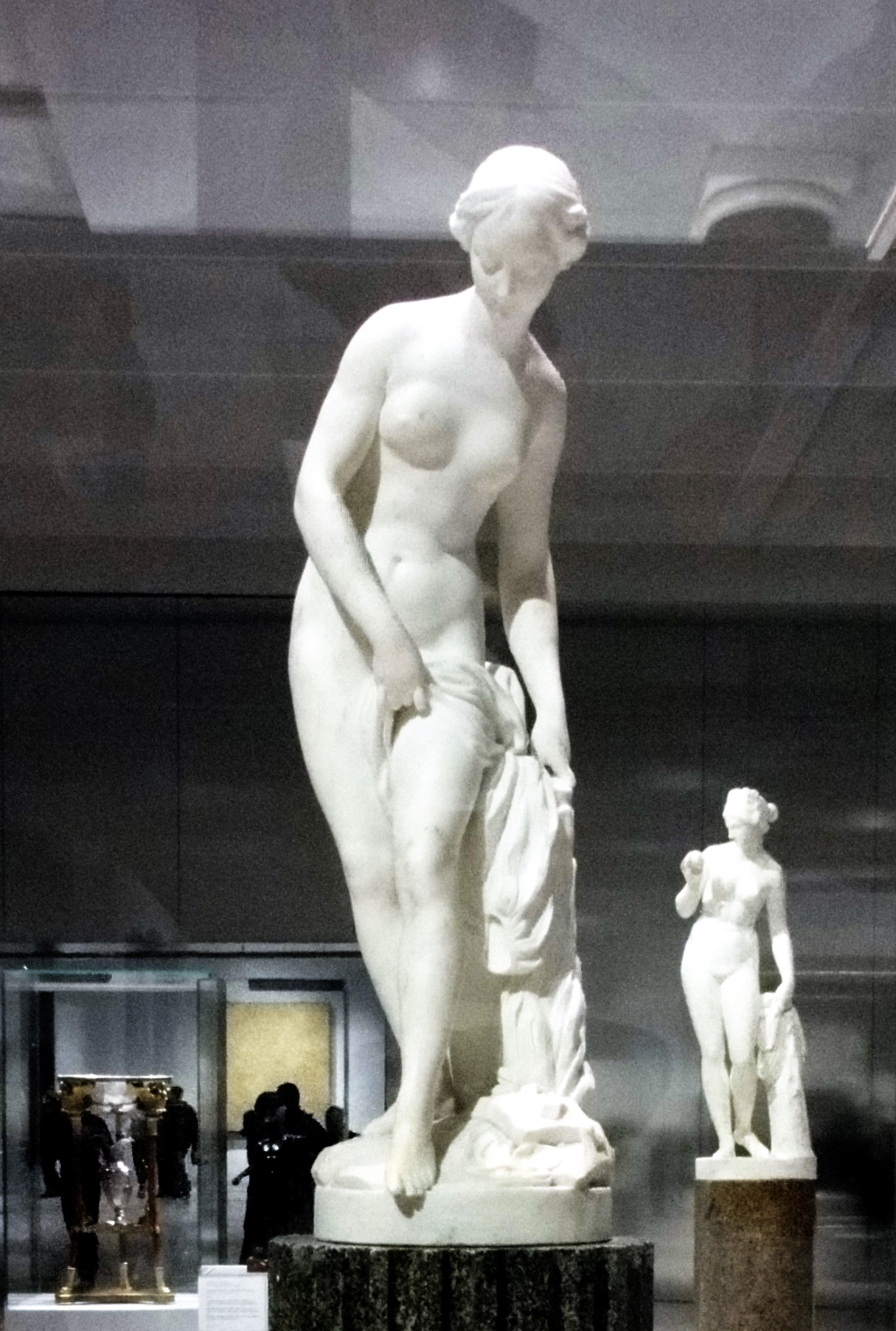
Baigneuse, Falconet
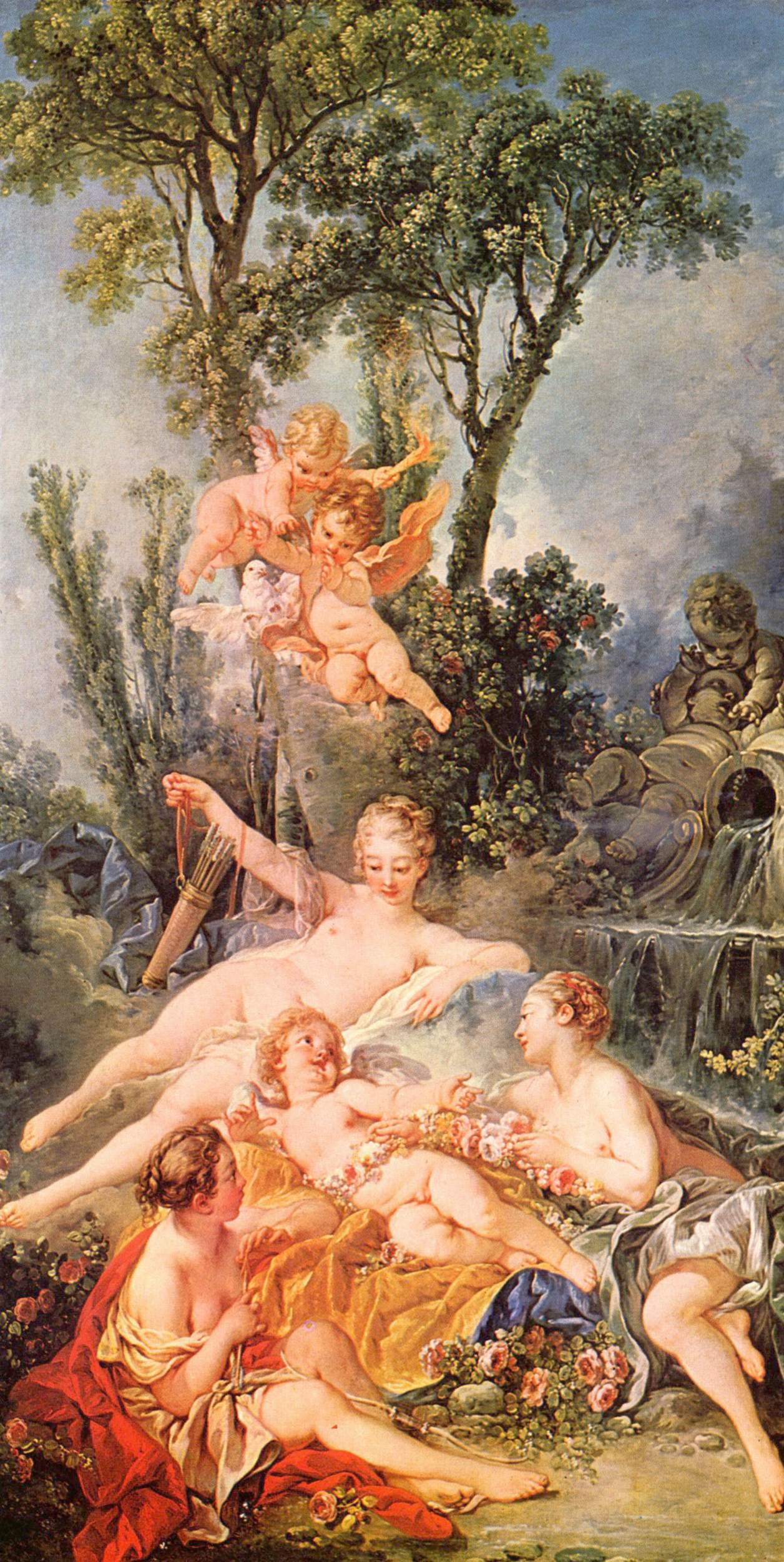
L'Amour captif, François Boucher.
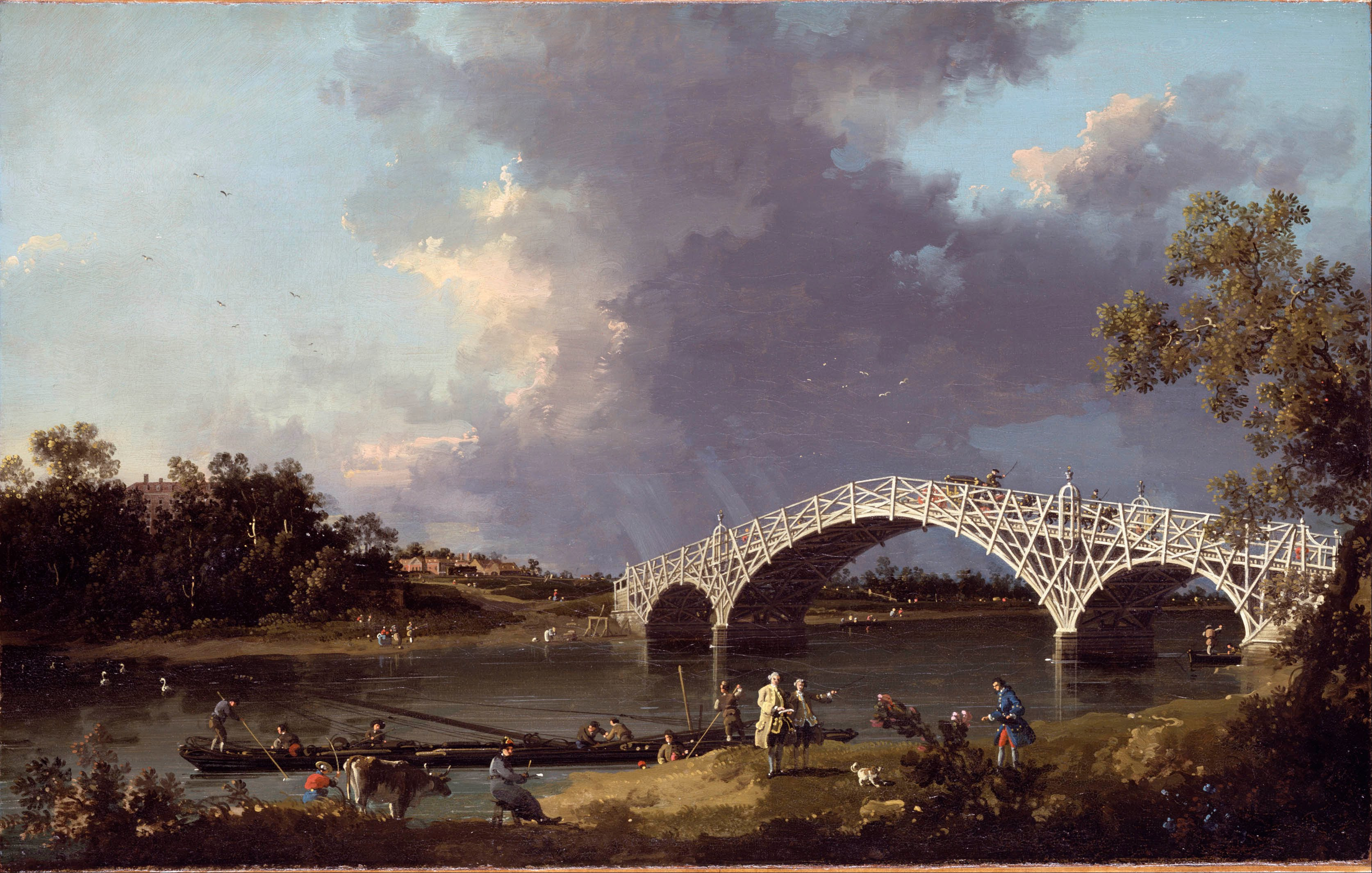
Vue d’Old Walton Bridge, Canaletto.
Madame de Pompadour, Quentin de La Tour.
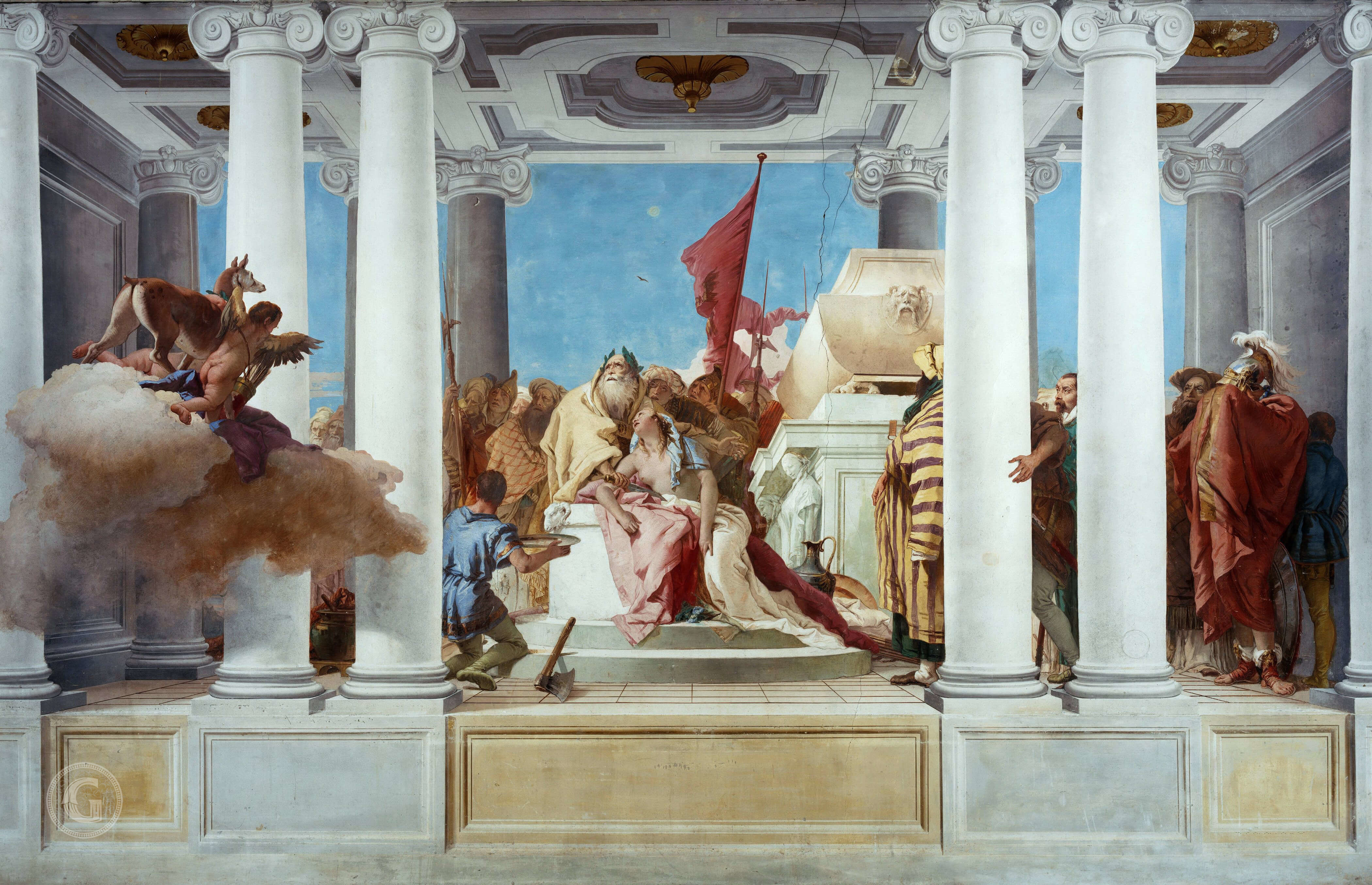
Le sacrifice d'Iphigénie, Villa Valmarana, Giambattista Tiepolo
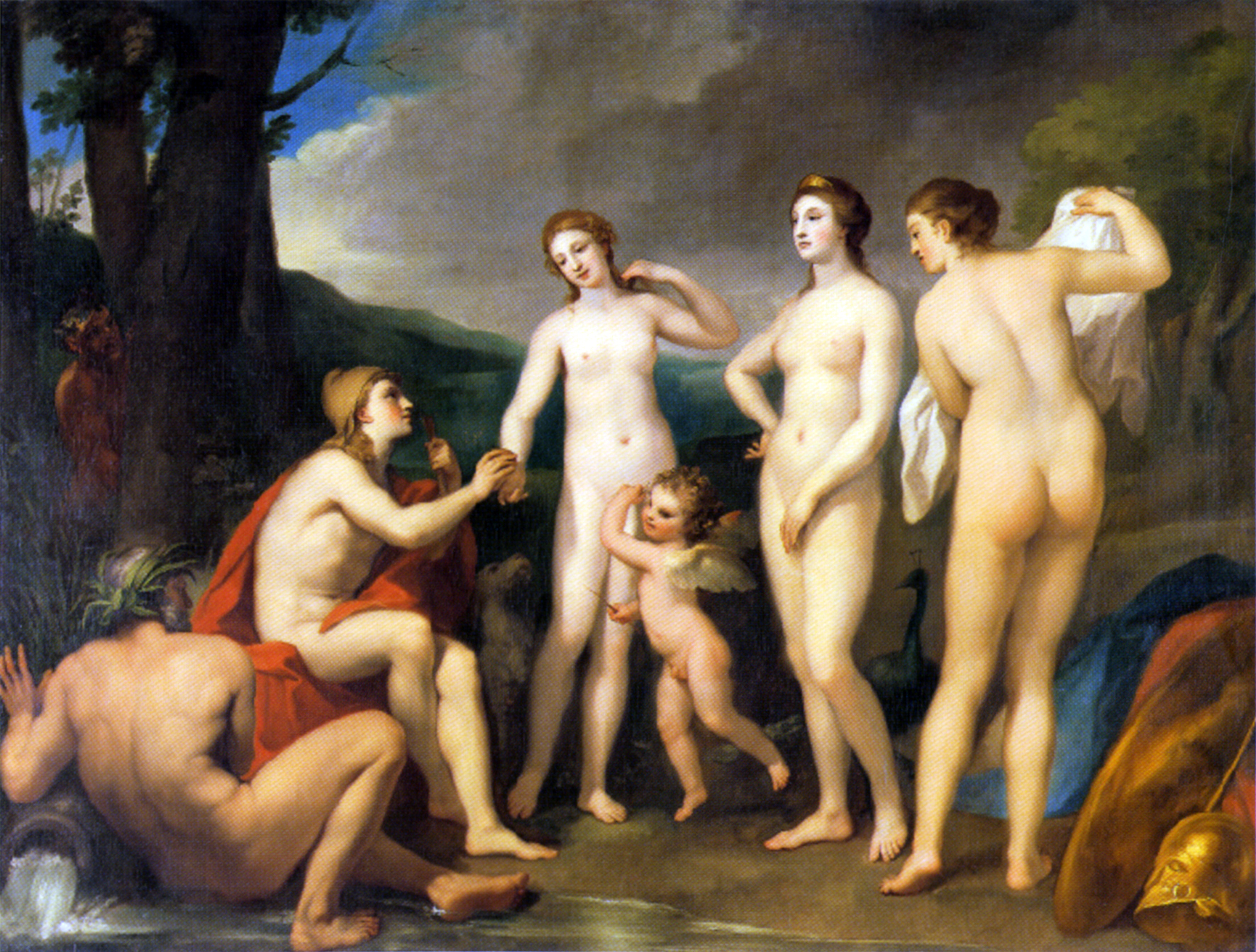
Le Jugement de Pâris, Anton Raphael Mengs.